# Imagine my surprise
Imagine my surprise is een studioalbum van de Amerikaanse muziekgroep Dreams; het was hun tweede en tevens laatste. Het album is opgenomen onder leiding van de producent van onder meer Booker T. & the M.G.'s. De band onderging tussen het vorige en dit album (opnieuw) wisselingen in de personele bezetting. Het album dat grotendeels is opgenomen in de CBS Studios in New York kon niet voorkomen dat Dreams na twee albums uit elkaar viel. Ieder ging zijn eigen weg en een aantal musici bracht het ver binnen de fusion en jazz, annex jazzrock. Oprichters Jeff Kent en Doug Lubahn werden vervangen door Don Grolnick en Will Lee.
Imagine my surprise is opgenomen in Memphis (Tennessee) en klinkt sterk afwijkend ten opzichte van de rest van het album; het is meer een combinatie van psychedelische rock met funk.

## Musici
- Bob Mann – gitaar, flugelhorn en zang
- Edward Vernon – zang
- Will Lee – basgitaar en zang
- Michael Brecker – sopraansaxofoon, tenorsaxofoon, dwarsfluit
- Barry Rogers – trombone, althoorn, weinsteintuba, zang
- Don Grolnick – toetsinstrumenten, zang
- Randy Brecker – trompet, flugelhorn en zang
- Billy Cobham - slagwerk, percussie

met
- Steve Cropper – gitaar op 1 en achtergrondzang op 7 en 3
- Angel Allende – percussie op 1
- Toni Torrence – achtergrondzang op 2

## Muziek
| Nr. | Titel                                       | Duur |
| --- | ------------------------------------------- | ---- |
| 1.  | Calico baby (Jeff Kent, Doug Lubahn)        | 3:21 |
| 2.  | Why can’t I find a home (Brecker)           | 3:44 |
| 3.  | Child of wisdom (Friedman)                  | 5:23 |
| 4.  | Just be ourselves (Grolnick)                | 4:36 |
| 5.  | I can’t hear you (King , Goffin)            | 3:50 |
| 6.  | Here she comes now (Rogers)                 | 4:06 |
| 7.  | Don’t cry my lady (Friedman)                | 3:44 |
| 8.  | Medicated goo (Steve Winwood, Jimmy Miller) | 4:05 |
| 9.  | Imagine my suprise (Brecker)                | 7:58 |

Medicated goo is een nummer van Traffic dat verscheen op Welcome to the canteen. Concurrenten binnen het genre waren Chicago’s Chicago VI en Now sweat van Blood, Sweat & Tears.